# 明治ゴム化成
株式会社明治ゴム化成（めいじゴムかせい）は、日本の中小ゴム製品メーカーで、三菱グループが設立母体となった企業の一つである。

## 概要
1900年、三菱財閥の主導により合資会社として設立（当時社名は(資)明治護謨製造所）。
以来、日本の工業ゴム製品の専業メーカーの先駆けとして日本の産業界へ、とりわけ化学工業や自動車産業へ強く貢献してきた、屈指の老舗ベンチャーでもある。
また、近年では主力の化学・自動車用が中心のゴム製品を生産・開発する傍ら、神奈川県山北町に工業用ホース製造ラインを構える。